# تپه گوور قبری
تپه گوور قبری مربوط به دوران‌های تاریخی پس از اسلام است و در شهرستان بوئین‌زهرا، بخش آوج، روستای پرسپانچ واقع شده و این اثر در تاریخ ۱۱ شهریور ۱۳۸۲ با شمارهٔ ثبت ۹۷۷۶ به‌عنوان یکی از آثار ملی ایران به ثبت رسیده است.